# Bahnhof Pfäffikon SZ

Der Bahnhof Pfäffikon SZ ist ein Bahnhof im Freienbacher Ortsteil Pfäffikon SZ. Der Bahnknoten wird von den Schweizerischen Bundesbahnen (SBB) betrieben und von der Südostbahn (SOB) mitgenutzt.

## Geschichte

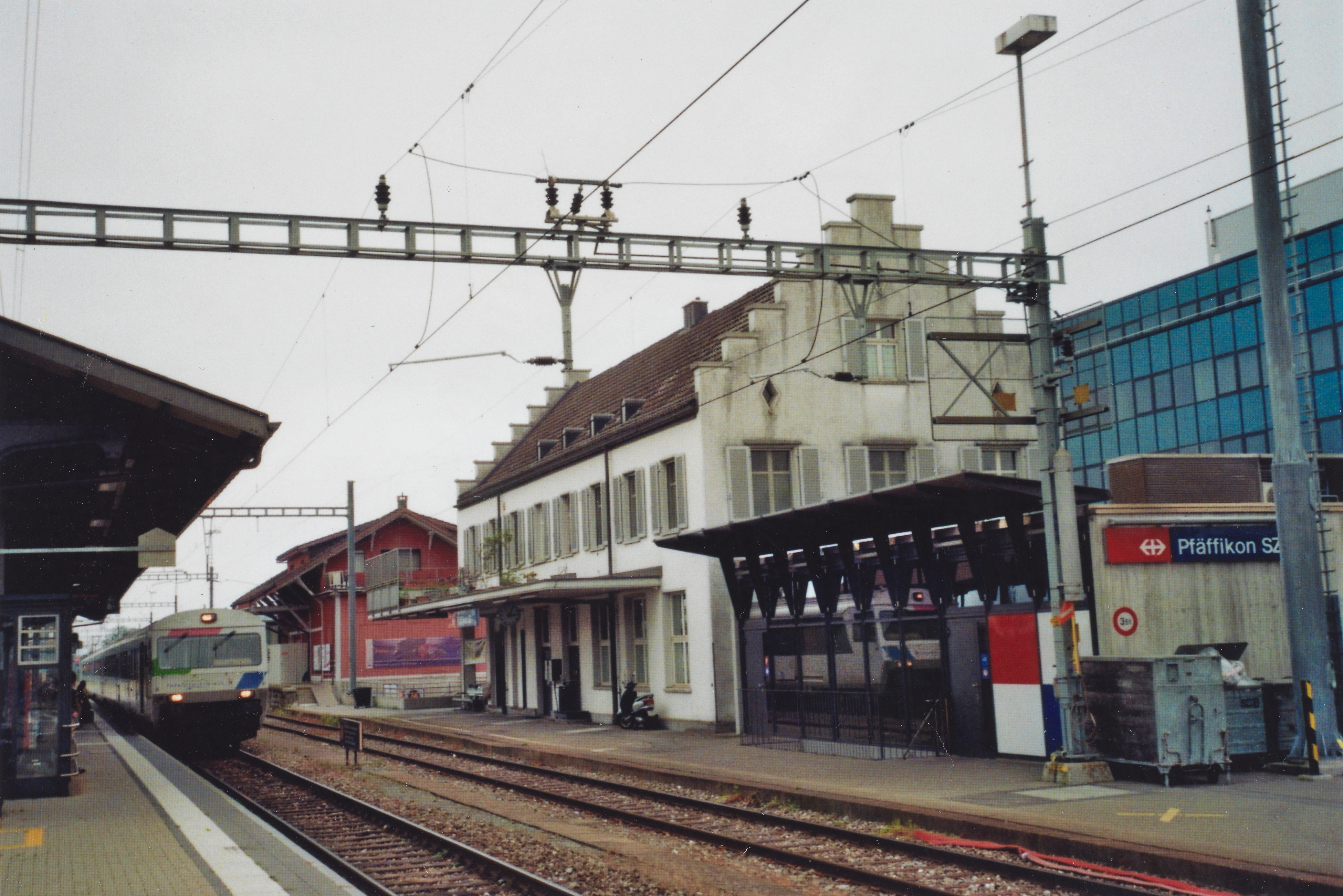
Stationsgebäude und Güterschuppen, Bahnseite 2011

Der Bahnhof wurde 1875 zusammen mit der Linksufrigen Zürichseebahn eröffnet. 1878 eröffnete die Zürichsee–Gotthardbahn die Verbindung über den neuen Seedamm von Rapperswil nach Pfäffikon SZ. Die Weiterführung nach Samstagern wurde zusammen mit der Bahnstrecke Biberbrugg–Arth-Goldau über den Sattel von der Nachfolgegesellschaft Südostbahn erbaut und 1891 eingeweiht.

## Gleisanlagen
Die Gleisanlagen bestehen aus sieben Stationsgleisen. Das Gleis 1 liegt unmittelbar am Bahnhofsgebäude auf der Südseite. Die Gleise 2 und 3 sowie 5 und 6 liegen an Mittelbahnsteigen, das Gleis 7 ist ein Aussenbahnsteig auf der Nordseite des Bahnhofs. Gleis 4 ist ein Durchfahrtsgleis in der Bahnhofsmitte.
Die InterRegio-Züge  35 und  begegnen sich planmässig unmittelbar beim Bahnhof.

## Zugverkehr

### Fernverkehr
Der Bahnhof wird seit Dezember 2021 von folgenden InterRegio-Linien der SOB bedient:
- St. Gallen ‒ Herisau ‒ Wattwil ‒ Rapperswil ‒ Pfäffikon SZ ‒ Arth-Goldau ‒ Küssnacht am Rigi ‒ Luzern  FS  Voralpen-Express
- 35 Bern – Burgdorf – Olten – Zürich HB – Chur  FS  (Aare Linth)

### S-Bahn Zürich
Pfäffikon SZ wird von diversen Linien der S-Bahn Zürich angefahren. Für die S5 und die S8 ist der Bahnhof Wendepunkt.
- S 2 Zürich Flughafen – Zürich HB – Pfäffikon SZ – Ziegelbrücke
- S 5 Zug – Affoltern a. A. – Zürich HB – Uster – Pfäffikon SZ
- S 8 Winterthur – Wallisellen – Zürich HB – Thalwil – Pfäffikon SZ
- S 25 Zürich HB – Pfäffikon SZ – Glarus – Linthal
- S 40 Rapperswil – Pfäffikon SZ – Einsiedeln
- SN5 Knonau – Zürich HB – Uster – Pfäffikon SZ
- SN8 Pfäffikon ZH – Wallisellen – Zürich HB – Thalwil – Lachen

## Busbetrieb
Gleich neben dem Bahnhof befindet sich der Bushof, ab welchem Postautolinien (gelb) und Gemeindebusse (blau) verkehren.
- 180 Pfäffikon SZ, Bahnhof – Wollerau, Bahnhof – Samstagern, Bahnhof
- 188 Pfäffikon SZ, Bahnhof – Pfäffikon SZ, Halten
- 189 Pfäffikon SZ, Bahnhof – Freienbach, Bahnhof SOB – Bäch SZ, Bahnhof
- 190 Pfäffikon SZ, Bahnhof – Feusisberg, Gemeindehaus – Schindellegi-Feusisberg, Bahnhof
- 195 Pfäffikon SZ, Bahnhof – Pfäffikon SZ, Seedamm-Center
- 522 Nuolen, Kirche – Siebnen, Schulhaus – Lachen SZ, Bahnhof – Pfäffikon SZ, Bahnhof
- 524 Ziegelbrücke, Bahnhof Süd – Siebnen, Schulhaus – Pfäffikon SZ, Bahnhof

## Bilder

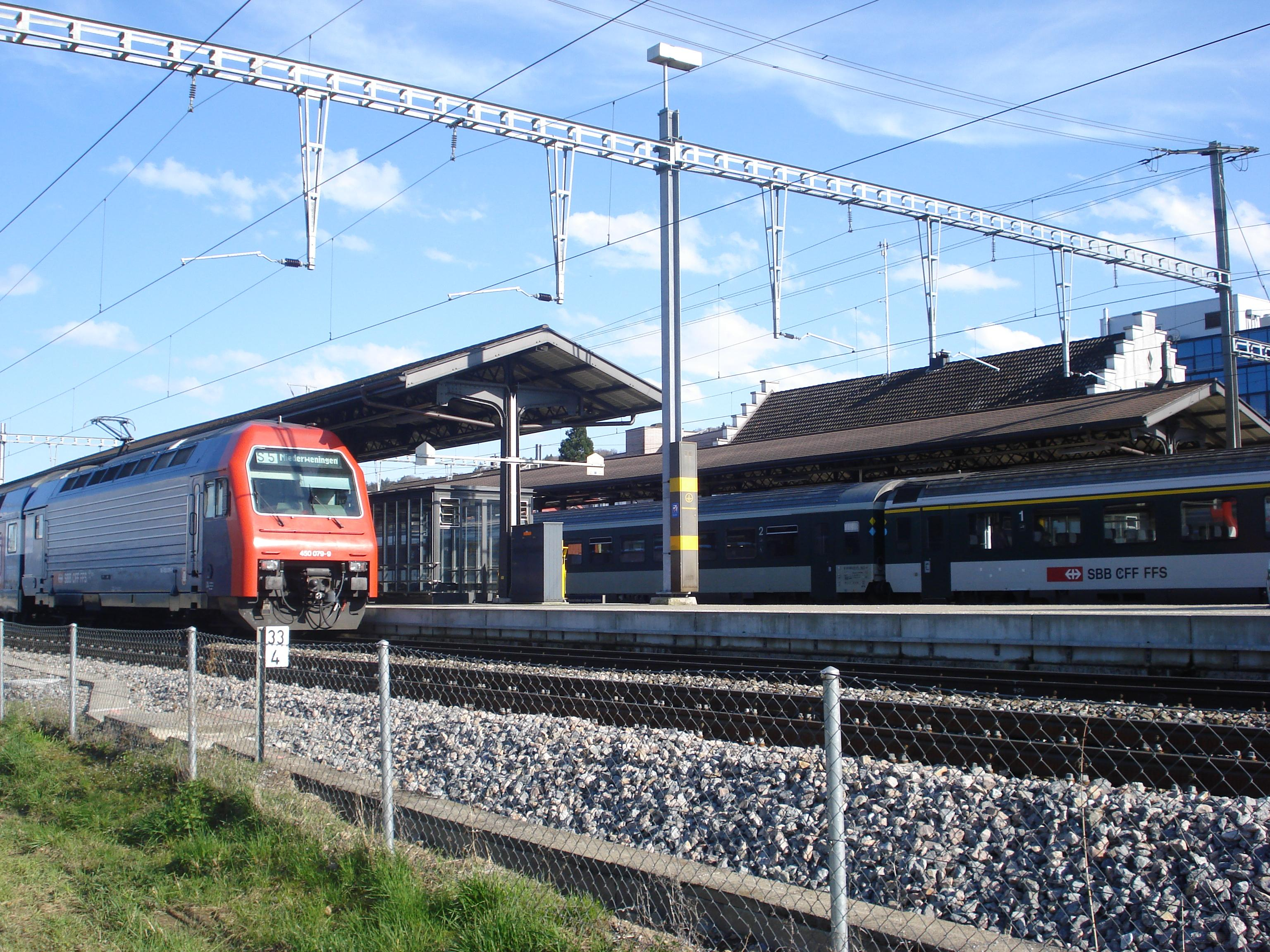
S5 und IC
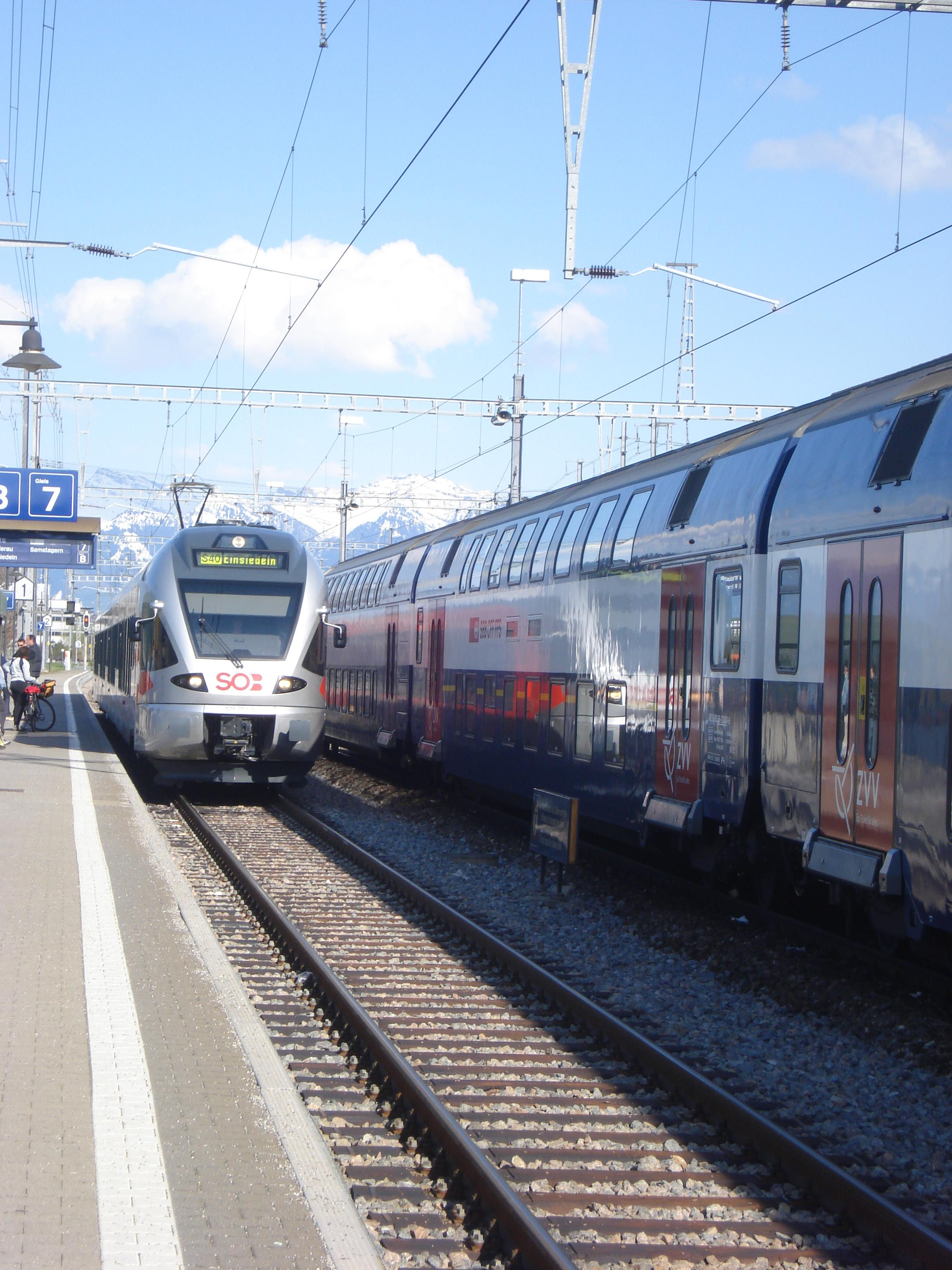
S40 und S5
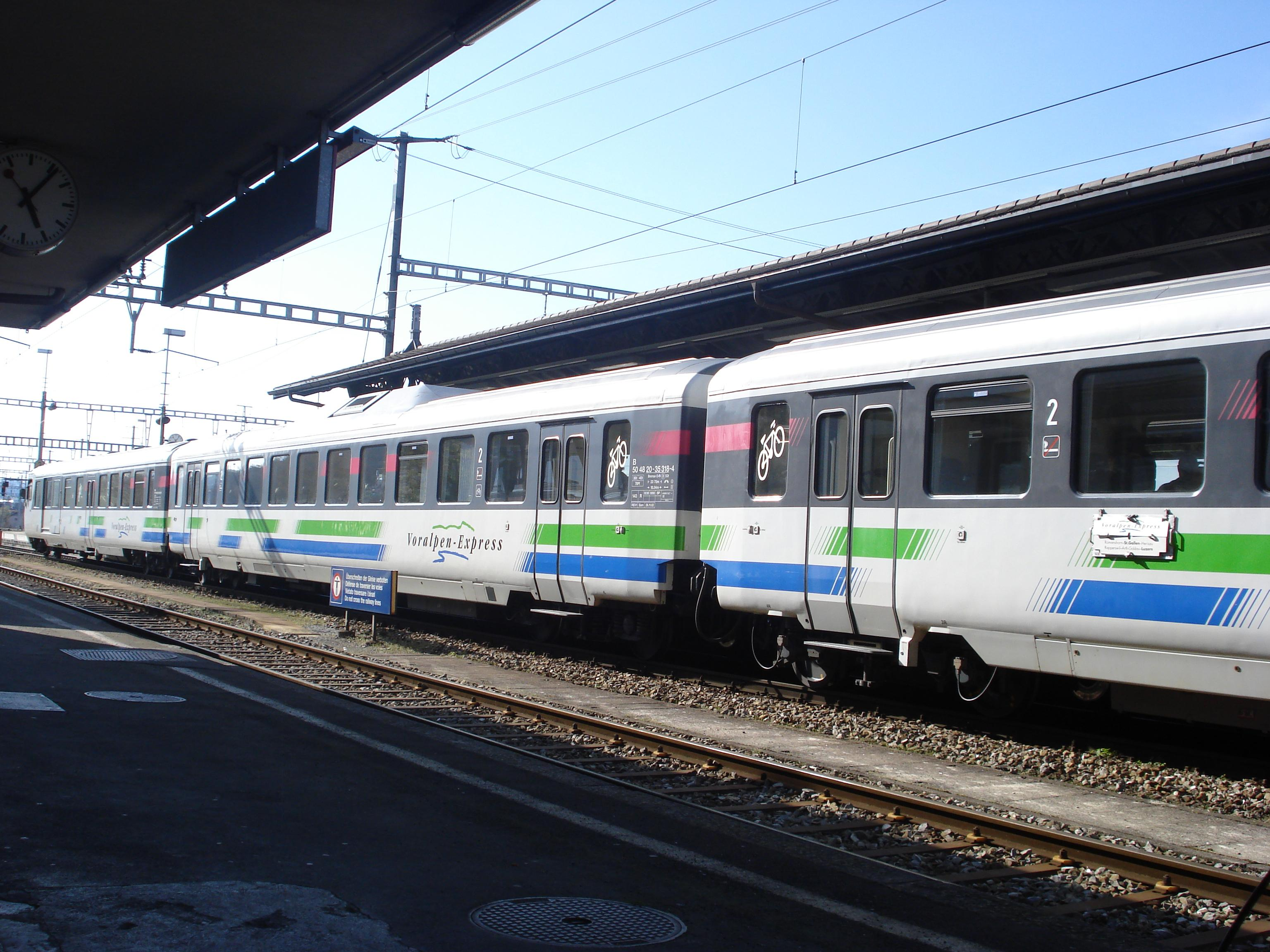
Voralpen-Express